# George Herbert
George Herbert (3 de abril de 1593-1 de marzo de 1633) fue un poeta, orador y sacerdote inglés. Su obra literaria, escrita a lo largo de 40 años, ha ganado en reconocimiento con el paso de los siglos. Los poemas de sus últimos años, escritos siendo clérigo en Benerton, cerca de Salisbury, son considerados extraordinarios. Sus poemas metafísicos de honda religiosidad desprenden una actitud de modestia. Su poesía se publicó bajo el título de El templo.

## Vida y obra

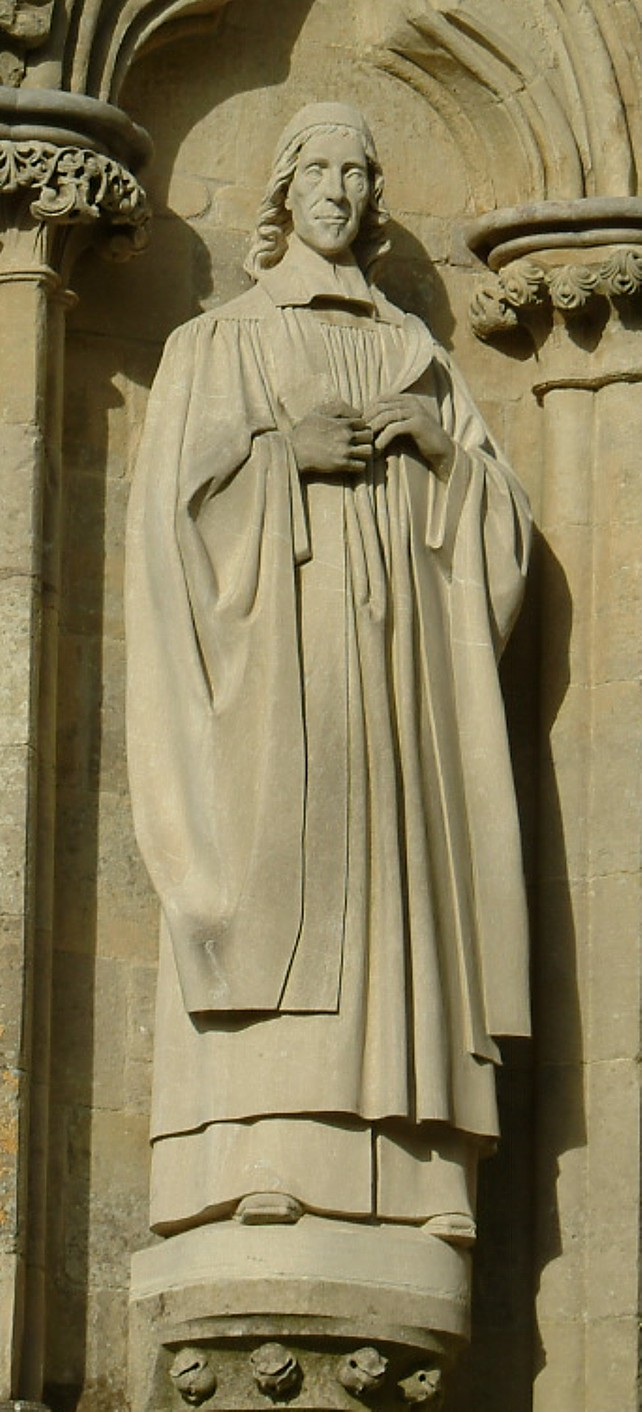
Escultura de Herbert en la catedral de Salisbury.

Al lado de Donne vemos aparecer otros poetas, aún desigualmente valorados, que tienen tanta profundidad como él en pensamiento y sentir religioso, pero que saben expresar de un modo terno y nítido, bien alejado de todo “barroquismo”.  Mal haríamos, pues, en considerarles como simples coetáneos de la escuela de Donne, puesto que, diferenciándose de él en su mayor sencillez, rivalizan a veces con él en al imperecedera cualidad de sus resultados.
Sobre todo, esto lo advertimos en George Herbert, cuya profunda religiosidad y ejemplar dedicación sacerdotal han contribuido a que se aplicara el epíteto de “devocionales” a estos poetas, como medio de distinguirles de Donne.  Como la etiqueta de “metafísicos”, la etiqueta “devocionales” tenía cierto sabor inicialmente peyorativo, hoy solo exótico y de excentricidad respecto a la corriente central de la tradición inglesa.  La poesía de George Herbert tiene una claridad emocionada, directa, no enturbiada ni aun por la ocasional dificultad de ciertas imágenes o ideas, también engarzadas en la simple línea de desarrollo unitario de cada poema. Su voz es coloquial, íntima.
“La réplica”. La esencial originalidad de George Herbert, y lo que hace que le sintamos como poeta actual, es que sabe adoptar un lenguaje menudo y familiar para las grandes cuestiones del hombre, y resolver imaginativamente los clamores del alma con Dios en visiones concretas, tangibles, humildes, como al terminar el poema “Amor”. “El amor tomó mi mano, y sonriente replicó - ¿Quién hizo los ojos, sino yo? - Verdad, Señor, pero los he echado a perder: que mi vergüenza – vaya donde es debido”.[cita requerida]. 
El poeta es consciente de la peculiaridad de su camino creativo, y en algún momento hace más difícil su verso precisamente para exponer polémicamente su “arte poética”, con curiosas e insólitas vetas de sátira, y con un rigor intelectual de conceptos que supera en modernidad y “vanguardismo” a mucha poesía actual. Esto podemos verlo en su poema “Jordán”, y expone así su doctrina de “funcionalismo expresivo”, con sentido religioso.
Sin embargo, solo desde los Románticos se empieza a preparar la gradual “recuperación” de estos poetas. George Herbert no destaca entre ellos solamente por su honda y serena pasión religiosa, ni por su sentido de “clímax” dramático en sus poemas: hay, además, en él otro elemento decisivo poéticamente, y es una fina melancolía elegíaca, que establece con el lector el contacto emotivo donde actúan sus conceptos y representaciones. Su soledad, entre Dios y los hombres.
Su nombre figura entre las celebraciones del Calendario de Santos Luterano.